# Ernesto Consolo

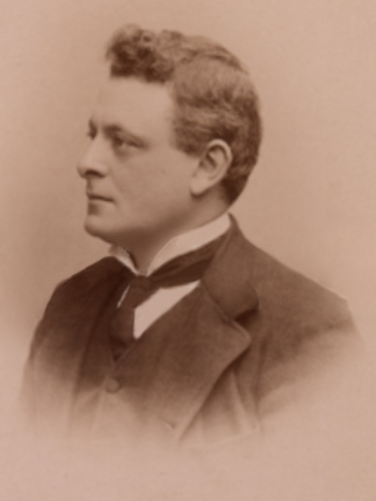
Ernesto Consolo

Ernesto Consolo, född 15 september 1864 i London, död den 21 mars 1931 i Florens, var en italiensk pianist.
Consolo var elev hos Giovanni Sgambati i Rom och Carl Reinecke i Leipzig. Han blev berömd bland samtidens pianovirtuoser från 1901 på grund av en förfinad spelteknik och rytmisk klarhet. Han var bosatt vid Lugano i Schweiz, men befann sig för det mesta på konsertresor. År 1905 besökte han Sverige.